# Église catholique au Zimbabwe
L'Église catholique au Zimbabwe est la deuxième religion dans ce pays à majorité protestante. Elle est constitutive de l'Église catholique placée sous la juridiction du pape à Rome.

## Historique
Le dignitaires de l'Église catholique ont joué un rôle important dans la contestation de la politique dictatoriale menée par le président de la République Robert Mugabe ; ils ont été de ce fait étroitement surveillés par le régime. Dans les années 2010, les catholiques du pays soutiennent majoritairement le Mouvement pour le changement démocratique, le principal parti d'opposition. En janvier 2011, Mugabe assiste à la béatification de Jean-Paul II au Vatican sans y avoir été invité par le Saint-Siège. Plus tard dans la même année, la Conférence des évêques catholiques du Zimbabwe publie la lettre pastorale Travaillons tous au bien commun qui dénonce la corruption et les abus de pouvoir du régime en place ; en guise de représailles, plusieurs prêtres sont arrêtés et incarcérés. Le 29 août 2016, l'Église catholique s'unit à quatre autres confessions chrétiennes pour demander la démission de Mugabe. Lors du coup d'État de 2017, Mugabe, lui-même catholique, charge le prêtre jésuite d'assurer la médiation auprès des représentants de l'armée zimbabwéenne,,. Après la démission de Mugabe, la Conférence épiscopale fait savoir qu'elle « pardonne » à l'ex-président ses « transgressions »,.
Le 14 août 2020, la Conférence des évêques catholiques publie une nouvelle lettre pastorale, dans laquelle elle met en doute la capacité du gouvernement d'Emmerson Mnangagwa à assurer la stabilité et le progrès du pays. Quelques jours plus tard, le ministre des Affaires étrangères Sibusiso Moyo rencontre le nonce apostolique au Zimbabwe Marek Zalewski afin de clarifier les positions officielles du Saint-Siège quant à la situation zimbabwéenne.
En août 2023, l'Église catholique déploie 1 500 observateurs dans les bureaux de votes du pays pour s'assurer du bon fonctionnement de l'élection présidentielle. En octobre 2023, la Conférence des évêques catholiques se joint à l'ONG Amnesty International pour demander l'abolition de la peine de mort dans le pays et son remplacement par la réclusion à perpétuité pour les auteurs de crimes graves.

## Démographie
En 2005, le Zimbabwe compte environ 1 145 000 catholiques, soit 9 % de la population du pays. D'après le recensement mené en 2017 par l'Agence nationale zimbabwéenne de la statistique (en), les 1,2 million de catholiques représentent 8,0 % de la population du pays ; ils font partie de la majorité chrétienne du Zimbabwe, qui rassemble quelque 84 % des habitants.
D'après l'Annuaire statistique de l'Église 2020, le nombre de catholiques baptisés au Zimbabwe s'élève à 2 069 000 personnes (soit 13,37 % de la population), dont 600 prêtres et 1 000 religieuses qui desservent les 267 paroisses du pays.

## Diocèses

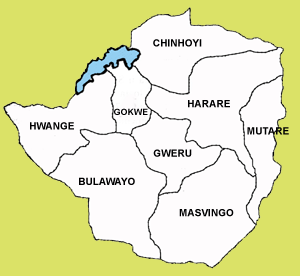
La délimitation géographique des diocèses catholiques du Zimbabwe

L'Église catholique du Zimbabwe est subdivisée en deux archidiocèses métropolitains et six diocèses suffragants :
- l'archidiocèse métropolitain de Harare et ses diocèses suffragants :
  - le diocèse de Chinhoyi (en)
  - le diocèse de Gokwe (en)
  - le diocèse de Mutare (en)
- l'archidiocèse métropolitain de Bulawayo et ses diocèses suffragants :
  - le diocèse de Gweru (en)
  - le diocèse d'Hwange (en)
  - le diocèse de Masvingo (en)

Les évêques et archevêques du pays se réunissent au sein de la Conférence des évêques catholiques du Zimbabwe (en) (ZBCB), fondée en 1969 dans le sillage du concile Vatican II en application de la doctrine de la collégialité épiscopale.